# Grand Prix Formule 1 van Azerbeidzjan
De Grand Prix van Azerbeidzjan is een race uit de Formule 1-kalender, gehouden op het Baku City Circuit in de Azerbeidzjaanse hoofdstad Bakoe.

## Winnaars van de Grands Prix
| Jaar | Coureur                                        | Constructeur                                   | Locatie                                        | Verslag                                        |
| ---- | ---------------------------------------------- | ---------------------------------------------- | ---------------------------------------------- | ---------------------------------------------- |
| 2024 | Oscar Piastri                                  | McLaren-Mercedes                               | Bakoe                                          | Verslag                                        |
| 2023 | Sergio Pérez                                   | Red Bull Racing-Honda RBPT                     | Bakoe                                          | Verslag                                        |
| 2022 | Max Verstappen                                 | Red Bull Racing-RBPT                           | Bakoe                                          | Verslag                                        |
| 2021 | Sergio Pérez                                   | Red Bull Racing-Honda                          | Bakoe                                          | Verslag                                        |
| 2020 | Grand Prix afgelast vanwege de coronapandemie. | Grand Prix afgelast vanwege de coronapandemie. | Grand Prix afgelast vanwege de coronapandemie. | Grand Prix afgelast vanwege de coronapandemie. |
| 2019 | Valtteri Bottas                                | Mercedes                                       | Bakoe                                          | Verslag                                        |
| 2018 | Lewis Hamilton                                 | Mercedes                                       | Bakoe                                          | Verslag                                        |
| 2017 | Daniel Ricciardo                               | Red Bull Racing-TAG Heuer                      | Bakoe                                          | Verslag                                        |

## Winnaar van de Sprint
| Jaar | Coureur      | Constructeur               | Locatie | Verslag |
| ---- | ------------ | -------------------------- | ------- | ------- |
| 2023 | Sergio Pérez | Red Bull Racing-Honda RBPT | Bakoe   | Verslag |

2017 · 2018 · 2019 · 2021 · 2022 · 2023 · 2024